# Notre-Dame-du-Bec
Notre-Dame-du-Bec é uma comuna francesa na região administrativa da Normandia, no departamento de Sena Marítimo. Estende-se por uma área de 4 km². Em 2010 a comuna tinha 460 habitantes (densidade: 115 hab./km²).